# Salif Diao-Jimenez
Salif Diao-Jimenez (Rotterdam, 27 oktober 1990) is een Nederlands voetballer van Senegalese en Colombiaanse afkomst die voor onder andere FC Dordrecht speelde.

## Carrière
Salif Diao-Jimenez speelde in de jeugd van VVOR en VV Alexandria '66, en kwam dankzij Dean Gorré in de jeugdopleiding van Stoke City FC terecht. Hier speelde hij samen met zijn achterneef Salif Diao. Na twee jaar vertrok hij bij Stoke City, en via onsuccesvolle avonturen bij Toronto FC en Austin Aztex FC kwam hij bij FC Dordrecht terecht. Hier debuteerde hij op 10 december 2010 in de Eerste divisie, in de met 1-1 gelijkgespeelde thuiswedstrijd tegen RBC Roosendaal. Na twee seizoenen vertrok Diao bij FC Dordrecht, en sloot halverwege het seizoen 2012/13 aan bij FC Oss. Hier kwam hij niet in actie, en vertrok zodoende na een half jaar naar vv Capelle. Momenteel speelt hij voor SV Bolnes.

### Statistieken
| Seizoen                    | Club           | Land           | Competitie         | Competitie | Competitie | Beker | Beker | Totaal | Totaal |
| Seizoen                    | Club           | Land           | Competitie         | Wed.       | Dlp.       | Wed.  | Dlp.  | Wed.   | Dlp.   |
| -------------------------- | -------------- | -------------- | ------------------ | ---------- | ---------- | ----- | ----- | ------ | ------ |
| 2010/11                    | FC Dordrecht   | Nederland      | Eerste divisie     | 6          | 0          | 0     | 0     | 6      | 0      |
| 2011/12                    | FC Dordrecht   | Nederland      | Eerste divisie     | 2          | 0          | 0     | 0     | 2      | 0      |
| 2012/13                    | FC Oss         | Nederland      | Eerste divisie     | 0          | 0          | 0     | 0     | 0      | 0      |
| 2013/14                    | vv Capelle     | Nederland      | Topklasse zaterdag | 22         | 0          | 1     | 0     | 23     | 0      |
| 2014/15                    | vv Capelle     | Nederland      | Topklasse zaterdag | 18         | 0          | 1     | 0     | 19     | 0      |
| Carrièretotaal             | Carrièretotaal | Carrièretotaal | Carrièretotaal     | 48         | 0          | 2     | 0     | 50     | 0      |
| Bijgewerkt op 7 april 2018 |                |                |                    |            |            |       |       |        |        |